# Lujzija
Lujzija (lat. Luisia), rod orhideja, porodica kaćunovki, kojoj pripada četrdesetak vrsta trajnica iz tropske Azije i Oceanije.

## Vrste
1. Luisia abrahami Vatsala
2. Luisia amesiana Rolfe
3. Luisia antennifera Blume
4. Luisia appressifolia Aver.
5. Luisia balakrishnanii S.Misra
6. Luisia brachystachys (Lindl.) Blume
7. Luisia cantharis Rolfe
8. Luisia celebica Schltr.
9. Luisia confusa Rchb.f.
10. Luisia cordata Fukuy.
11. Luisia cordatilabia Ames & Quisumb.
12. Luisia curtisii Seidenf.
13. Luisia filiformis Hook.f.
14. Luisia foxworthii Ames
15. Luisia hancockii Rolfe
16. Luisia javanica J.J.Sm.
17. Luisia jonesii J.J.Sm.
18. Luisia longispica Z.H.Tsi & S.C.Chen
19. Luisia lui T.C.Hsu & S.W.Chung
20. Luisia macrantha Blatt. & McCann
21. Luisia macrotis Rchb.f.
22. Luisia magniflora Z.H.Tsi & S.C.Chen
23. Luisia megasepala Hayata
24. Luisia microptera Rchb.f.
25. Luisia morsei Rolfe
26. Luisia occidentalis Lindl.
27. Luisia parviflora Aver.
28. Luisia primulina C.S.P.Parish & Rchb.f.
29. Luisia psyche Rchb.f.
30. Luisia ramosii Ames
31. Luisia recurva Seidenf.
32. Luisia secunda Seidenf.
33. Luisia sonii (Aver.) Kumar & S.W.Gale
34. Luisia taurina J.J.Sm.
35. Luisia tenuifolia Blume
36. Luisia teres (Thunb.) Blume
37. Luisia teretifolia Gaudich.
38. Luisia thailandica Seidenf.
39. Luisia trichorrhiza (Hook.) Blume
40. Luisia tristis (G.Forst.) Hook.f.
41. Luisia unguiculata J.J.Sm.
42. Luisia volucris Lindl.
43. Luisia zeylanica Lindl.
44. Luisia zollingeri Rchb.f.